# Emmy Internacional 2019
A 47.ª cerimônia de entrega dos International Emmys (ou Emmy Internacional 2019) aconteceu no New York Hilton Midtown na cidade de Nova York em 25 de novembro de 2019, e reconheceu a excelência de produções feitas exclusivamente para televisão fora dos Estados Unidos, e de conteúdo de língua não inglesa produzido para a TV estadunidense.
Os indicados deste ano vieram de 21 países. Os 11 vencedores do Emmy Internacional abrangeram oito países: Austrália, Brasil, Colômbia, Hungria, Holanda, Turquia, Reino Unido e Estados Unidos. Os prêmios honorários foram entregues aos showrunners de Game of Thrones David Benioff e D. B. Weiss e à jornalista da CNN Christiane Amanpour.

## Elegibilidade
As inscrições para a competição foram abertas em 5 de dezembro de 2018 e se encerraram em 20 de fevereiro de 2019.

## Votação
Existem três rodadas de julgamento. A primeira acontece na primavera; a rodada semi-final ocorre no verão - apresentada sempre por uma empresa membro; e as finais ocorrem em setembro. As nomeações são anunciadas em outubro. Quatro candidatos são selecionados em cada categoria e os vencedores são revelados na cerimônia de premiação do International Emmy Awards, realizada em novembro.
| Data            | País                              | Anfitrião                           |
| --------------- | --------------------------------- | ----------------------------------- |
| 13 de junho     | Estados Unidos, Miami             | Cisneros Media                      |
| 13 de junho     | Áustria, Viena                    | ORF Enterprise                      |
| 17 de junho     | Estados Unidos, Miami             | Telemundo                           |
| 19 de junho     | Alemanha, Colônia                 | Broadview TV                        |
| 20 de junho     | Estados Unidos, Washington D.C.   | Eurovision Americas                 |
| 24 de junho     | França, Paris                     | Cyber Group Studios                 |
| 24 de junho     | Canadá, Toronto                   | Canadian Broadcasting Corporation   |
| 26 de junho     | Alemanha, Berlim                  | Ziegler Film                        |
| 29 de junho     | Portugal, Açores                  | Sonae FS                            |
| 5 de julho      | Coreia do Sul, Seul               | Korean Broadcasting System          |
| 9/10 de julho   | China, Pequim                     | LIC Beijing China                   |
| 12 de julho     | China, Xangai                     | Croton Media                        |
| 17 de julho     | Singapura, Singapura              | Active TV                           |
| 23/24 de julho  | Rússia, São Petersburgo           | CTC Media                           |
| 26 de julho     | Rússia, São Petersburgo           | Riki Group                          |
| 2 de agosto     | Estados Unidos, Miami             | Fremantle                           |
| 6 de agosto     | Estados Unidos, Miami             | A&E Ole                             |
| 8 de agosto     | Argentina, Buenos Aires           | NBCUniversal International Networks |
| 12/13 de agosto | Argentina, Buenos Aires           | Fox Networks Group Latin America    |
| 16 de agosto    | Brasil, Rio de Janeiro            | TV Globo                            |
| 20 de agosto    | Brasil, São Paulo                 | HBO Latin America Group             |
| 27 de agosto    | Austrália, Sydney                 | Australian Broadcasting Corporation |
| 30 de agosto    | Japão, Tóquio                     | NHK                                 |
| 4 de setembro   | Dinamarca, Copenhage              | Monday Production ApS               |
| 8 de setembro   | França, Biarritz                  | TVFI - TV France International      |
| 13 de setembro  | Portugal, Lisboa                  | Sonae FS                            |
| 14 de setembro  | Emirados Árabes Unidos, Abu Dhabi | Pyramedia                           |

## Apresentadores
O seguinte indivíduo foi escolhido para ser anfitrião da cerimônia:
- Ronny Chieng

Os seguintes indivíduos foram escolhidos para entregar os prêmios:
| Apresentadores                       | Categoria                                      |
| ------------------------------------ | ---------------------------------------------- |
| Zawe Ashton                          | Melhor Programa Artístico                      |
| Tamara Tunie                         | Melhor Ator                                    |
| Rike Schmid e Diego Klattenhoff      | Melhor Atriz                                   |
| Kim Fields                           | Melhor Comédia                                 |
| Chris Hedges                         | Melhor Documentário                            |
| Abigail Spencer e Kellan Lutz        | Melhor Série de Curta Duração                  |
| Lou Diamond Phillips e Bellamy Young | Melhor Série Dramática                         |
| MJ Rodriguez                         | Melhor Programa não anglófono do Horário Nobre |
| Jerry O'Connell                      | Melhor Programa de Entretenimento sem Roteiro  |
| John Turturro                        | Melhor Telefilme/Minissérie                    |
| Cássia Kis                           | Melhor Telenovela                              |
| Conleth Hill                         | Emmy Founders Award                            |
| Iman                                 | Emmy Directorate Award                         |

## Cerimônia
Os vencedores do Emmy Internacional foram anunciados em 25 de novembro de 2019, no Hilton New York, em uma cerimônia apresentada pelo correspondente do Daily Show, Ronny Chieng.
O thriller Safe Harbour venceu na categoria telefilme ou minissérie minissérie. A Matchbox Pictures produziu a série para a SBS da Austrália. O prêmio de comédia foi para o programa brasileiro da Netflix Especial de Natal: Se Beber, Não Ceie, uma paródia bíblica estrelada pelo comediante Fábio Porchat.
Haluk Bilginer ganhou como melhor ator pelo seu papel em Şahsiyet, uma série turca que alcançou as 30 melhores ficções da página especializada em cinema e televisão da IMDb. Marina Gera, de Örök tél da Hungria, ganhou o prêmio de melhor atriz.
O brasileiro Hack The City venceu como melhor série de curta duração, e Dance or Die, um documentário da Holanda sobre o dançarino sírio Ahmad Joudeh, recebeu o prêmio de melhor programa artístico.
The Real Full Monty: Ladies' Night do Reino Unido ganhou como melhor programa de entretenimento sem roteiro, a série ITV gira em torno de celebridades que participam de um strip-off para arrecadar dinheiro para instituições de caridade com câncer. Os Países Baixos venceram novamente na categoria de documentário com Bellingcat: Truth in a Post-Truth World.
A série Falco ganhou como melhor Programa não anglófono do Horário Nobre. A série da Red Arrow International foi ao ar nos Estados Unidos pela Telemundo. A categoria telenovela foi vencida por La reina del flow da Colômbia.
Os prêmios honorários foram entregues aos showrunners de Game of Thrones, David Benioff e D. B. Weiss e à jornalista Christiane Amanpour da CNN.
O ator John Turturro cometeu uma gafe durante a cerimônia. No lugar de anunciar o vencedor da categoria telefilme/minissérie, revelou por engano o vencedor do melhor drama.

## Vencedores e nomeados
| Melhor Ator | Melhor Atriz |
| --- | --- |
| - Haluk Bilginer em Şahsiyet () (Ay Yapim) - Christopher Eccleston em Come Home () (BBC) - Raphael Logam em Impuros () (Fox Networks Group/Barry Company) - Jannis Niewöhner em Beat () (Amazon Studios)                          | - Marina Gera em Örök tél () (Szupermodern Studio) - Jenna Coleman em Em Prantos () (Synchronicity Films/BBC One) - Marjorie Estiano em Sob Pressão () (TV Globo/O2 Filmes) - Radhika Apte em Lust Stories () (Skywalk Films/Netflix) |
| Melhor Série Dramática | Melhor Série de Comédia |
| - McMafia () (Cuba Pictures) - 1 Contra Todos () (Fox Networks Group / Conspiração filmes) - Bad Banks () (Letterbox Filmproduktion GmbH/Iris Productions S.A./ZDF) - Sacred Games () (Phantom Films/Netflix)                     | - Se Beber, Não Ceie () (Porta dos Fundos/Netflix) - FAM! () (Oak 3 Films Pte Ltd) - Kupa Rashit () (July August Productions) - Workin' Moms () (Wolf + Rabbit Entertainment/CBC)                                                     |
| Melhor Telenovela | Melhor Filme para TV ou Minissérie |
| - La Reina del Flow () (Sony Pictures Television/Teleset/Caracol TV) - Cien días para enamorarse () (Telefe / Underground) - The River () (Tshedza Pictures) - Vidas Opostas () (SP Televisão / SIC)                              | - Safe Harbour () (Matchbox Pictures) - Se Eu Fechar os Olhos Agora () (TV Globo) - Lust Stories () (Skywalk Films/Flying Unicorn Entertainment/RSVP/Netflix) - Trezor () (Szupermodern Studio)                                       |
| Melhor Programa Artístico | Melhor Documentário |
| - Dance or Die () (A Witfilm/NTR) - John e Yoko: Só o Céu como Testemunha () (Eagle Rock Films) - Michel Legrand: Sans demi-mesure () (Cinétévé/Arte) - Ópera Aberta: Os Pescadores de Pérolas () (HBO Latin America/O2 Filmes)   | - Bellingcat: Truth in a Post-Truth World () (Submarine) - A Primeira Pedra () (Canal Futura/Couro de Rato) - Louis Theroux's Altered States () (BBC Studios) - Witness: India's Forbidden Love () (Al Jazeera English/Grain Media)   |
| Melhor Série de Curta Duração | Melhor Programa de Entretenimento sem Roteiro |
| - Hack The City () (Fox Lab Brazil/Yourmama) - dxyz () (72Seconds) - Luottomies - () (Yle) - Wrong Kind of Black () (Princess Pictures)                                                                                           | - The Real Full Monty: Ladies' Night () (Spun Gold TV) - La Voz... Argentina () (Telefe) - Taboe () (Panenka) - The Remix () (Greymatter Entertainment Pvt. Ltd.)                                                                     |
| Melhor Programa Não Anglófono do Horário Nobre | |
| - Falco () (Spiral International/Red Arrow International/Dynamo) - Al otro lado del muro () (Telemundo Global Studios) - El Recluso () (Telemundo International Studios) - Magnífica 70 () (HBO Latin America/Conspiração Filmes) | |

## Múltiplas vitórias
Por país
| N.º de vitórias | País          |
| --------------- | ------------- |
| 2               | Brasil        |
| 2               | Reino Unido   |
| 2               | Países Baixos |